# نوئل میلز
نوئل میلز (انگلیسی: Noel Mills; ۱۳ ژانویهٔ ۱۹۴۴ – ۸ دسامبر ۲۰۰۴ (۶۰ ساله)) قایقران روئینگ اهل نیوزیلند بود.
وی در مسابقات کشوری و بین‌المللی در مجموع برندهٔ ۲ مدال نقره، ۱ مدال برنز شده‌است.